# نویز فلیکر
هشدار! مطالب این صفحه، ربطی به نویز فلیکر (Flicker noise) ندارد.
فِلیکِر (به انگلیسی: Flicker) یا چشمک‌زدن نور پدیده‌ای است که به سوسو زدن نور لامپ گفته می‌شود و باعث می‌شود فرد زیر نور لامپ احساس نارضایتی کند. عامل اصلی این پدیده نوسان ولتاژ است و مصرف کننده‌هایی مانند کوره قوس الکتریکی، دستگاه جوشکاری، ادوات الکترونیک قدرت و ... که مصرف بالایی دارند می‌توانند باعث به وجود آمدن فلیکر شوند.  مشاهده فلیکر برای هر شخصی متفاوت است و دلیل آن تفاوت در دستگاه عصبی افراد است و اینکه امکان دارد فردی متوجه وجود نوسانات لامپ بشود یا نشود. فرکانس فلیکرهایی که رخ می‌دهد در حد چند دهم فرکانس تولیدی و معمولاً بین ۸ تا ۱۰ هرتز متغیر است.
به عبارتی میتوان این پدیده را نیز به تغییر در فرکانس برق تغذیه نیز مربوط دانست.
تغییرات سریع جریان تغذیه کوره‌های الکتریکی (و سایر بارهای بزرگ نظیر دستگاه‌های نورد و دستگاه‌های حفاری) در مواقعی آنقدر زیاد است که منجر به تغییرات ولتاژ سیستم تغذیه گردیده و چشمک زدن لامپ را موجب می‌شود. به منظور به حداقل رساندن این اثرات لازم است که تغییرات ولتاژ را در سطح کمتر از مقدار مورد توافق (آستانه آزار) نگاه داشت. اصطلاح چشمک زدن ولتاژ (فلیکر ولتاژ) اغلب برای بیان کلیه اثرات نامطلوب تغییرات سریع ولتاژ به کاربرده می‌شود.